# Merozoíto

Ciclo vital genérico de un apicomplejo: 1-zigoto, 2-esporozoítos, 3-merozoítos, 4-gametocitos.

Un merozoíto es una etapa del ciclo de vida de un parásito protozoario, resultado de la reproducción asexual por división múltiple (merogonia o esquizogonia). Durante la merogonia, el núcleo se divide varias veces y cada fragmento, al romperse la célula, adquiere una porción del citoplasma. La célula madre se denomina meronte (o esquizonte) y las células hijas, merozoítos. Es característica de muchos apicomplejos. 
En la malaria (Plasmodium), los merozoítos infectan a los glóbulos rojos y se reproducen asexualmente dentro de ellos. Los glóbulos rojos se rompen liberando los merozoítos que a continuación infectan a otros glóbulos.
En la coccidiosis (Cryptosporidium, Isospora, Cyclospora), los merozoítos invaden las células epiteliales del intestino delgado.